# Cam Châu
Cam Châu (chữ Hán phồn thể: 甘州區, chữ Hán giản thể: 甘州区, bính âm: Gānzhōu Qū, âm Hán Việt: Cam Châu khu) là một quận thuộc địa cấp thị Trương Dịch, tỉnh Cam Túc, Cộng hòa Nhân dân Trung Hoa. Quận này có diện tích 4240 kilômét vuông, dân số 500.000 người. Mã số hành chính của Cam Châu là 734000. Chính quyền Cam Châu đóng ở Huyện Phủ Nhai. Về mặt hành chính, đến tháng 3 năm 2002, Cam Châu được chia thành 7 nhai đạo, 7 trấn, 15 hương. 
- Nhai đạo: Lao động, Đông Nhai, Nam Nhai, Tây Nhai, Bắc Nhai, Thanh Niên Tây và Hỏa Xa Trạm.
- Trấn: Lương Gia Đôn, Thượng Tần, Đại Mãn, Sa Tỉnh, Ô Giang, Cam Tuấn và Tân Đôn.
- Hương: Đảng Trại, Tiểu Mãn, Hòa Bình, Long Cừ, An Dương, Hoa Trại, Trường An, Kiềm Than, Chấp Lý, Tĩnh An, Tam Áp, Tây Động, Tiểu Hà, Minh Vĩnh và Hòa Bình Sơn Hồ.